# Силвейраш (Монтемор-у-Нову)
Силвейраш (порт.  Silveiras) - фрегезия (район) в муниципалитете Монтемор-у-Нову округа Эвора в Португалии. Территория – 102,58 км². Население   –634 жителей. Плотность населения – 6,2 чел/км².